# Maple Leaf Rag
Maple Leaf Rag - wczesna ragtime'owa kompozycja na fortepian Scotta Joplina z 1899 roku.  
Utwór ten był pierwszym instrumentalnym utworem, który sprzedał się w ponad milionowym nakładzie.
W 1916 Joplin nagrał Maple Leaf Rag dla wytwórni płytowej Cannorized and Aeolian Uni-Record, razem ze innymi utworami ragtime'owymi - Something Doing, Magnetic Rag, Ole Miss Rag (skomponowany przez W.C. Handy'ego), Weeping Willow i  Pleasant Moments - Ragtime Waltz.

## Struktura
Maple Leaf Rag jest wielofrazowym ragtime'owym marszem z „atletyczną” linią basu oraz upbeatowymi melodiami. W każdej z czterech części powtarza się temat rytmicznym basem oraz bogatymi septymowymi akordami (seventh chord). Jest skonstruowany bardziej pieczołowicie od większości poprzedzających go utworów ragtime'owych, a użycie synkop w przejściu od pierwszej do drugiej frazy było elementem nowatorskim w swoim czasie.
Chociaż nie jest to bardzo skomplikowany rytmicznie bądź muzycznie utwór, pianista musi dobrze panować na ruchem swych rąk, żeby właściwie wykonać ten utwór – szczególnie w trzeciej części. Gdy utwór ten został wydany, uważano go za znacznie trudniejszy od przeciętnego Tin Pan Alley, czy też innych, wczesnych ragtime'owych utworów w tamtym czasie.
The Gladiolus Rag, napisany później przez Joplina, jest niezbyt przekonująco zamaskowaną wariacją Maple Leaf Rag i grany jest z reguły w wolniejszym tempie. Co więcej, początkowa część utworu The Cascades jest bardzo bliska pierwszej części Maple Leaf Rag.

## Popularność i dziedzictwo

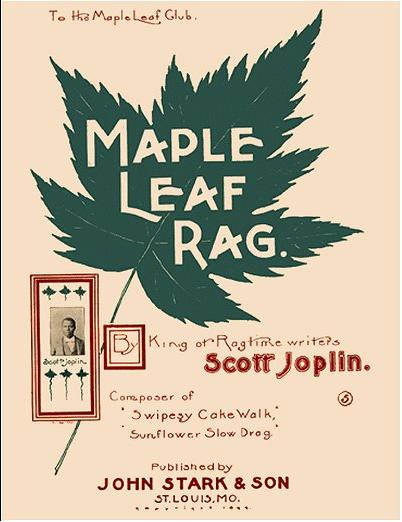
Okładka nut The Maple Leaf

Joplin napisał Maple Leaf Rag w 1897 roku na cześć klubu Maple Leaf Club, klubu czarnych istniejącego przez krótki czas pod koniec lat 90. XIX wieku w Sedalii, Missouri. Niedługo po jego napisaniu, Joplin powiedział znanemu sobie kompozytorowi ragtime'owemu, Arthurowi Marshalowi, że Maple Leaf Rag uczyni ze mnie [Joplina] Króla kompozytorów ragtime’owych. Utwór został wydany we wrześniu 1899 roku (w końcowym efekcie utwór ten został wydany przez trzech wydawców) w wersji nutowej przez wydawnictwo John Stark i Synowie, a po sześciu miesiącach liczba sprzedanych egzemplarzy wyniosła 75 000, stając się pierwszym wydanym w wersji nutowej hitem Ameryki.
Ogółem sprzedanych zostało ponad milion kopii, co uczyniło z Joplina pierwszego muzyka, niezależnie od gatunku muzycznego, który sprzedał swój utwór w nakładzie miliona kopii. Co więcej, utwór ten był często wybierany do orkiestracji przez zespoły grające muzykę taneczną oraz zespoły wykorzystujące instrumenty dęte (Brass Bands). Melodia pojawiała się w repertuarze zespołów jazzowych, takich jak New Orleans Rhythm Kings w latach 20 i Sidney Bechet w latach 40, interpretujących go w charakterystyczny dla swoich czasów sposób, lecz także zachowując jego nieśmiertelny charakter.
Maple Leaf Rag jest wciąż ulubionym utworem pianistów ragtime’owych, cały czas jest drukowany i wydawany. Utwór ten był stałym elementem koncertów Judith Durham, zarówno w karierze solowej, jak i z The Seekers. Po wygaśnięciu praw autorskich, kompozycja stała się własnością publiczną. Utwór ukazał się w setkach filmów, bajek animowanych, reklam, a także w 1983 w grze wideo Domino Man, Bally’ego Midwaya. Na długo przed renesansem Scotta Joplina, który rozpoczął się od filmu Żądło (The Sting), usłyszeć można było tę melodię w filmie Wróg Publiczny nr 1 (The Public Enemy) z roku 1931, w którym w jednej ze scen słyszy się pianistę powoli grającego tę melodię. Użył jej także Walt Disney (pojawiała się wielokrotnie w bajce animowanej z Myszką Mickey z roku 1932 - The Whoopee Party). W roku 2004 utwór ten został sklasyfikowany przez słuchaczy kanadyjskiego radia na 39 pozycji 50 najlepszych utworów wszech czasów.